# 北格林布什 (紐約州)
北格林布什（英語：North Greenbush）是一個位於美國紐約州倫塞勒縣的鎮。

## 人口
根據2020年美國人口普查的數據，北格林布什的面積為48.97平方千米，當中陸地面積為48.03平方千米，而水域面積為0.94平方千米。當地共有人口13929人，而人口密度為每平方千米284人。